# Discovery (raketoplán)

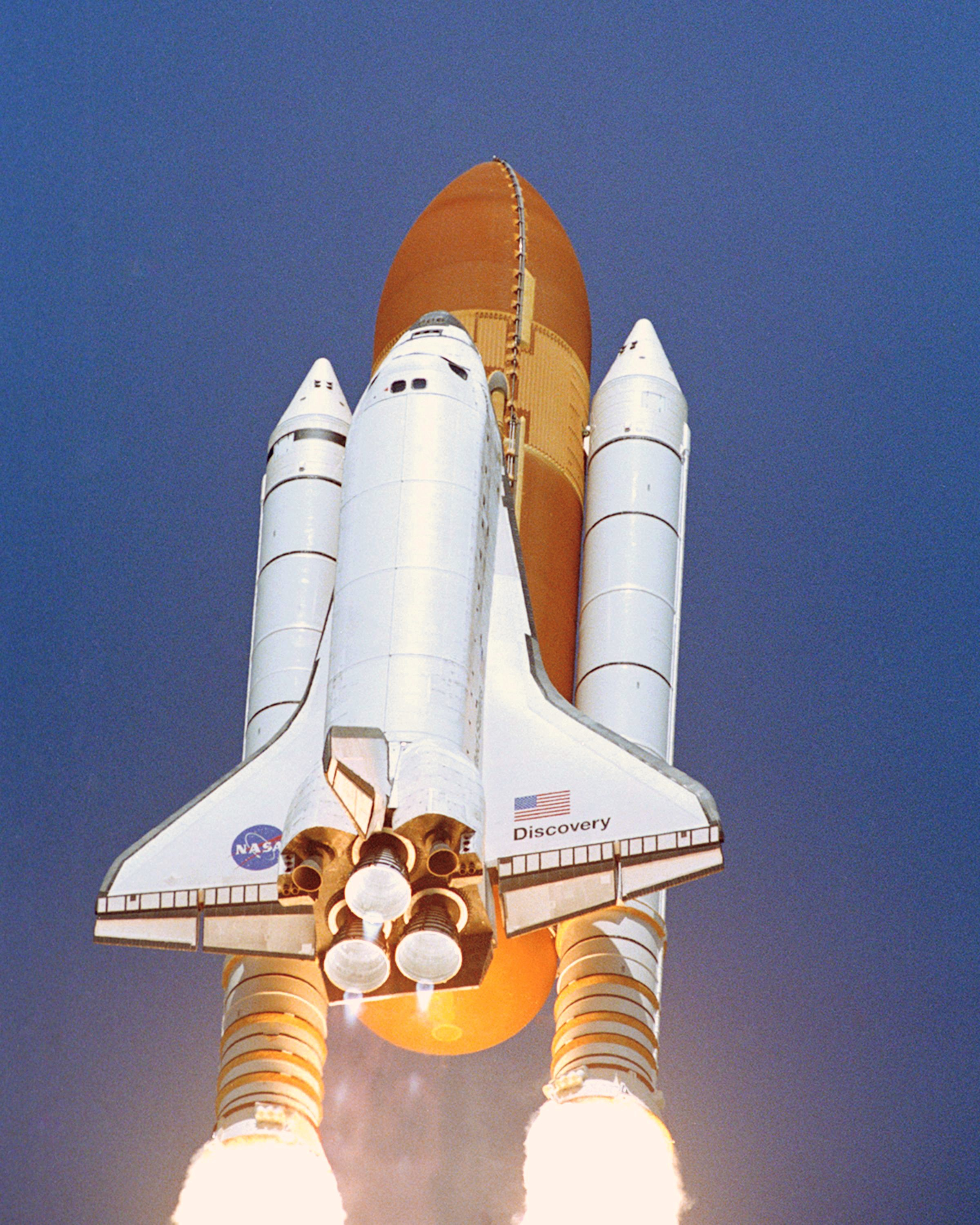
Start raketoplánu Discovery při letu STS-114 v červenci 2005

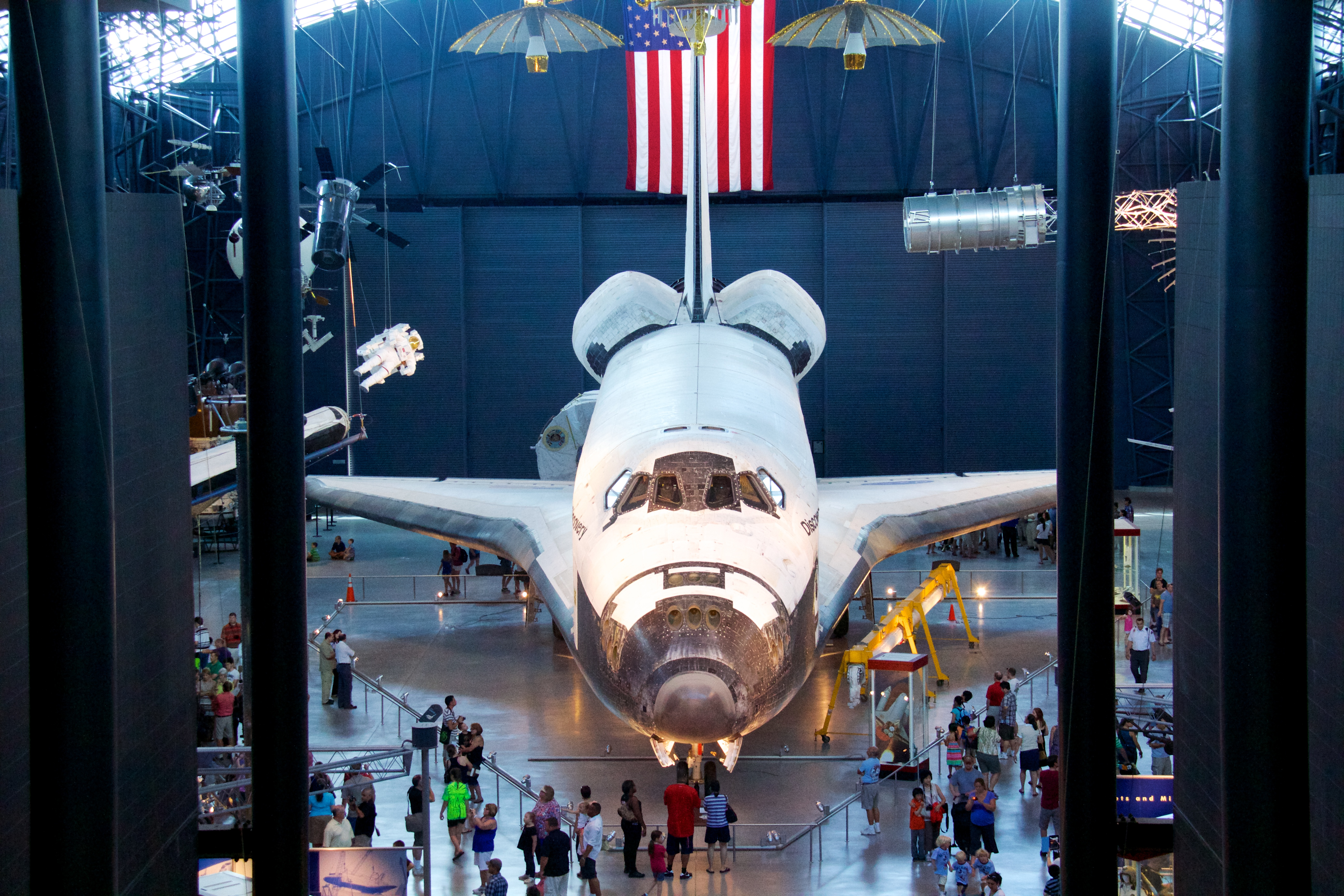
Discovery v muzeu u Washingtonu D.C.

Space Shuttle Discovery je raketoplán NASA s oficiálním číselným označením OV-103. Byl vyroben jako čtvrtý, po zkušebním Enterprise (OV-101), Columbii (OV-102) a Challengeru (STA-099, OV-99).

## Historie
Po haváriích předchozích dvou byl nejstarším sloužícím raketoplánem. Poprvé vzlétl 30. srpna 1984. Plnil jak výzkumné mise, tak i mise k „zásobování“ ISS. Vynesl Hubbleův teleskop na oběžnou dráhu Země.
Je pojmenován Discovery (anglicky „objev, objevování“) především po lodi mořeplavce Jamese Cooka, na které v letech 1776–80 vykonal svou třetí a poslední cestu do Pacifiku. Mezi dalšími slavnými loděmi toho jména je ta, na níž Henry Hudson v letech 1610–1611 hledal severozápadní cestu (tj. snažil se obeplout Ameriku severní cestou přes Severní ledový oceán), a ta, kterou v letech 1901–04 použili k antarktickým expedicím Robert Falcon Scott a Ernest Shackleton a je zachována jako muzeum.
Po zničení Columbie v únoru 2003 při návratu do atmosféry byl Discovery 26. července 2005 prvním vypuštěným raketoplánem. Při startu nečekaně opět odpadaly kusy izolační pěny, což bylo příčinou havárie Columbie. Při kontrole externí kamerou během letu na orbitální dráze bylo zjištěno uvolněné těsnění, vyčnívající ze spáry mezi destičkami tepelného štítu; bylo částečně opraveno při výstupu posádky do vesmíru. Raketoplán se vrátil na Zemi 9. srpna za vysokého zájmu sdělovacích prostředků. Další lety raketoplánů byly odloženy, dokud se nepodaří problémy vyřešit a vyhovět přísným podmínkám sestaveným vyšetřovací komisí po havárii Columbie. Další misí byl let STS-121 – raketoplánu se podařilo úspěšně odstartovat teprve 4. července 2006, 6. července se spojil s Mezinárodní kosmickou stanicí a 17. července úspěšně přistál na Kennedyho vesmírném středisku na Floridě.
V roce 2011 NASA ukončila provoz všech raketoplánů. Discovery byl poté věnován do muzea Steven F. Udvar-Hazy Center (součást National Air and Space Museum) ve Virginii (letiště Washington Dulles International Airport, Chantilly). Je vystaven ve zvláštní části muzea věnované raketám a kosmickému výzkumu.

## Přehled letů[1]
Vykonal 39 letů, během kterých 5 830krát obletěl kolem Země a urazil celkem 238 539 663 km ve vesmíru.
| Datum              | Označení | Poznámka                                                                                    |
| ------------------ | -------- | ------------------------------------------------------------------------------------------- |
| 30. srpna 1984     | STS-41-D | První let, vyneseny dva komunikační satelity.                                               |
| 8. listopadu 1984  | STS-51-A | Záchrana dvou komunikačních satelitů na oběžné dráze.                                       |
| 24. ledna 1985     | STS-51-C | Satelity DOD a ELINT.                                                                       |
| 12. dubna 1985     | STS-51-D | Vyneseny dva komunikační satelity.                                                          |
| 17. června 1985    | STS-51-G | Vyneseny tři komunikační satelity. Sultán bin Salmán prvním Arabem ve vesmíru.              |
| 27. srpna 1985     | STS-51-I | Vyneseny dva komunikační satelity.                                                          |
| 29. září 1988      | STS-26   | Vynesen satelit TDRS-3.                                                                     |
| 13. března 1989    | STS-29   | Vynesen satelit TDRS-4.                                                                     |
| 22. listopadu 1989 | STS-33   | Vyneseny satelity DOD a ELINT                                                               |
| 24. dubna 1990     | STS-31   | Vynesen Hubbleův vesmírný dalekohled.                                                       |
| 8. října 1990      | STS-41   | Vynesení družice Ulysses.                                                                   |
| 28. dubna 1991     | STS-39   | Vynesen satelit DOD.                                                                        |
| 12. září 1991      | STS-48   | Vynesen satelit pro zkoumání vrchních vrstev atmosféry UARS.                                |
| 22. ledna 1992     | STS-42   | Vynesena mezinárodní laboratoř mikrogravitace IML-1.                                        |
| 2. prosince 1992   | STS-53   | Vynesen náklad ministerstva obrany.                                                         |
| 8. dubna 1993      | STS-56   | Vynesena atmosférická laboratoř ATLAS-2.                                                    |
| 12. září 1993      | STS-51   | Vynesen pokusný model ACTS.                                                                 |
| 3. února 1994      | STS-60   | Vynesen objekt WSF.                                                                         |
| 9. září 1994       | STS-64   | LIDAR experiment (LITE).                                                                    |
| 3. února 1995      | STS-63   | Setkání se stanicí Mir.                                                                     |
| 13. července 1995  | STS-70   | Vynesen satelit TDRS-7.                                                                     |
| 11. února 1997     | STS-82   | Oprava a údržba Hubbleova vesmírného dalekohledu.                                           |
| 7. srpna 1997      | STS-85   | Vynesen kryogenní infračervený spektrometr a teleskop.                                      |
| 2. června 1998     | STS-91   | Setkání se stanicí Mir.                                                                     |
| 29. října 1998     | STS-95   | Vynesena stanice SPACEHAB. Druhá vesmírná mise Johna Glenna.                                |
| 27. května 1999    | STS-96   | Zásobovací mise ke stanici ISS.                                                             |
| 19. prosince 1999  | STS-103  | Oprava a údržba Hubbleova vesmírného dalekohledu.                                           |
| 11. října 2000     | STS-92   | 100. mise raketoplánů. Doprava základní části příhradového nosníku Z1 k ISS.                |
| 8. března 2001     | STS-102  | Výměna posádky ISS. Expedice 1 nahrazena expedicí 2.                                        |
| 10. srpna 2001     | STS-105  | Výměna posádky ISS. Expedice 2 nahrazena expedicí 3.                                        |
| 26. července 2005  | STS-114  | Zásobení stanice ISS, zkouška nových bezpečnostních procedur a opatření.                    |
| 4. července 2006   | STS-121  | Zásobení stanice ISS.                                                                       |
| 14. prosince 2006  | STS-116  | Výměna jednoho člena posádky ISS, instalace segmentu P5 příhradového nosníku na ISS.        |
| 23. října 2007     | STS-120  | Výměna části posádky ISS, instalace segmentu Harmony na ISS.                                |
| 31. května 2008    | STS-124  | Výměna části posádky ISS, instalace přetlakového modulu PM japonské laboratoře Kibō na ISS. |
| 16. března 2009    | STS-119  | Výměna části posádky ISS, instalace segmentu (S6) příhradového nosníku na ISS.              |
| 29. srpna 2009     | STS-128  | Výměna části posádky ISS, zásobení stanice ISS.                                             |
| 5. dubna 2010      | STS-131  | Zásobení stanice ISS.                                                                       |
| 24. únor 2011      | STS-133  | Stavba ISS, Poslední let raketoplánu Discovery                                              |

## Provedení ze stavebnice LEGO
V roce 2021 představila společnost LEGO raketoplán Discovery ze stavebnice LEGO. Součástí sady je i model Hubbleova teleskopu.